# Idaea rectifaciens
Idaea rectifaciens är en fjärilsart som beskrevs av Dyar 1914. Idaea rectifaciens ingår i släktet Idaea och familjen mätare. Inga underarter finns listade i Catalogue of Life.